# Бернгардовка (Всеволожск)
Бернга́рдовка — микрорайон города Всеволожска и одноимённая платформа Ириновского направления Октябрьской железной дороги в черте города Всеволожска. Высота центра микрорайона — 17 м.

## История
В 1847 году вымежёванный из мызы Приютино участок земли на левому берегу реки Лубьи площадью чуть более 79 десятин, приобрёл тайный советник, сенатор, Георг Фридрих фон Брадке. Им же было дано старое название поселения — мыза «Христиновка». Оно зафиксировано в обмерах 1856 года и на картах издания 1860 года. При нём в мызе были возведены три первых строения. Затем мыза перешла немцу, провизору Отто-Карлу Францевичу Гленцеру. В 1871 году петербургский кондитер, швейцарский гражданин, купец 2-й гильдии, Ганс (Иоганн Иоганнович) Бернгард (1826—1913) купил землю в Христиновке Рябовской волости Санкт-Петербургского уезда (центр волости находился тогда в деревне Романовка), устроил в ней двухэтажный усадебный дом и молочную ферму с 78 десятинами земли. Хозяйство И. Бернгарда отличалось выращиванием пород редких коров и швейцарскими порядками, заведёнными хозяином владения. С 1889 и до 1917 года каждое 1 августа в мызе Бернгарда официально справляла национальный день Швейцарии петербургская колония швейцарцев. Поднимался национальный флаг. Устраивались пикники, лотереи, танцы. В особом почёте были национальные игры — стрельба по мишеням, борьба. В 1909 году, на сельскохозяйственной выставке в Рябове, успехи хозяйства Бернгарда в животноводстве были отмечены почётной медалью.

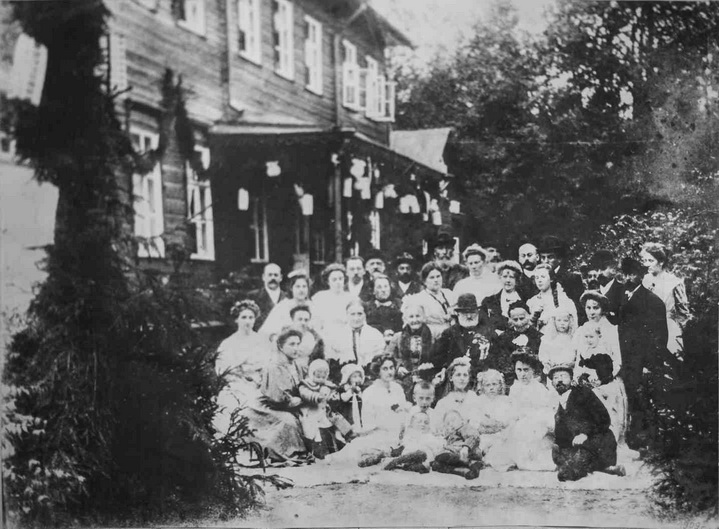
Ганс Бернгард с семьёй в своём имении. 1909 год

В 1892 году через мызу Бернгарда прошла одна из первых в России узкоколейных железных дорог (см. Ириновская железная дорога). Иоганн Бернгард подал прошение переименовать станцию «Христиновка» в станцию «Бернгардовка», тем более что часть земель самого Бернгарда была занята под железную дорогу, а в южном направлении уже была своя «Христиновка» и туда, бывало, отсылали корреспонденцию бывшего кондитера.

ХРИСТИНОВКА — станция Ириновской жел. дороги, при р. Лубье 1 двор, 2 м. п., 3 ж. п., всего 5 чел. (1896 год)

Его просьба была удовлетворена. 18 апреля 1911 года станция получила официальное название «Бернгардовка».
После смерти Ганса Бернгарда в 1913 году (его похоронили на Северном кладбище) праздники петербургских швейцарцев в имении устраивали до событий 1917 года его дети. Потом всё переменилось.
Летом 1918 года в имении числилось 14 человек, 15 коров и три лошади, владельцем мызы являлся Владимир Бернгард. В октябре 1918 года он передал новой власти все постройки, в том числе и свой дом, в идеальном состоянии. Семья Бернгардов проживала на территории своего бывшего имения до начала 1919 года, а затем эмигрировала в Швейцарию. После их отъезда в имении была организована коммуна «Христиновка», которую вскоре переименовали в колхоз «Бернгардовка». В имении, ещё недавно имевшем налаженный быт, образцовое хозяйство, начался голод.
В XIX — начале XX века Бернгардовка административно относилась к Рябовской волости Шлиссельбургского уезда Санкт-Петербургской губернии.
Согласно одной из версий в Бернгардовке расстреливали приговорённых за контрреволюционную деятельность, среди которых был поэт Николай Гумилёв. Ряд источников связанных с поиском места захоронения Н. С. Гумилева опирается на свидетельства Анны Ахматовой:

Их расстреляли близ Бернгардовки, по Ириновской дороге. У одних знакомых была прачка, а у той дочь — следователь. Она, то есть прачка, им рассказала и даже место указала со слов дочери. Туда пошли сразу, и была видна земля, утоптанная сапогами. А я узнала через 9 лет и туда поехала. Поляна, кривая маленькая сосна…

В конце 1980-х на берегу реки Лубьи был установлен камень, а затем крест-кенотаф, около которого ежегодно проводятся литературно-поэтические встречи «День памяти поэта Николая Гумилёва». В 2016 году, во дворе церкви свв. равноапп. Константина и Елены близ станции Бернгардовка, был установлен памятник Н. С. Гумилёву. Впрочем, ряд историков сомневается в правильной идентификации места, предполагая, что расстрелы производились в нескольких километрах от Бернгардовки у порохового погреба на Ржевском артиллерийском полигоне, близ которого также протекает река Лубья и близ которого в те годы проходила Ириновская железная дорога.

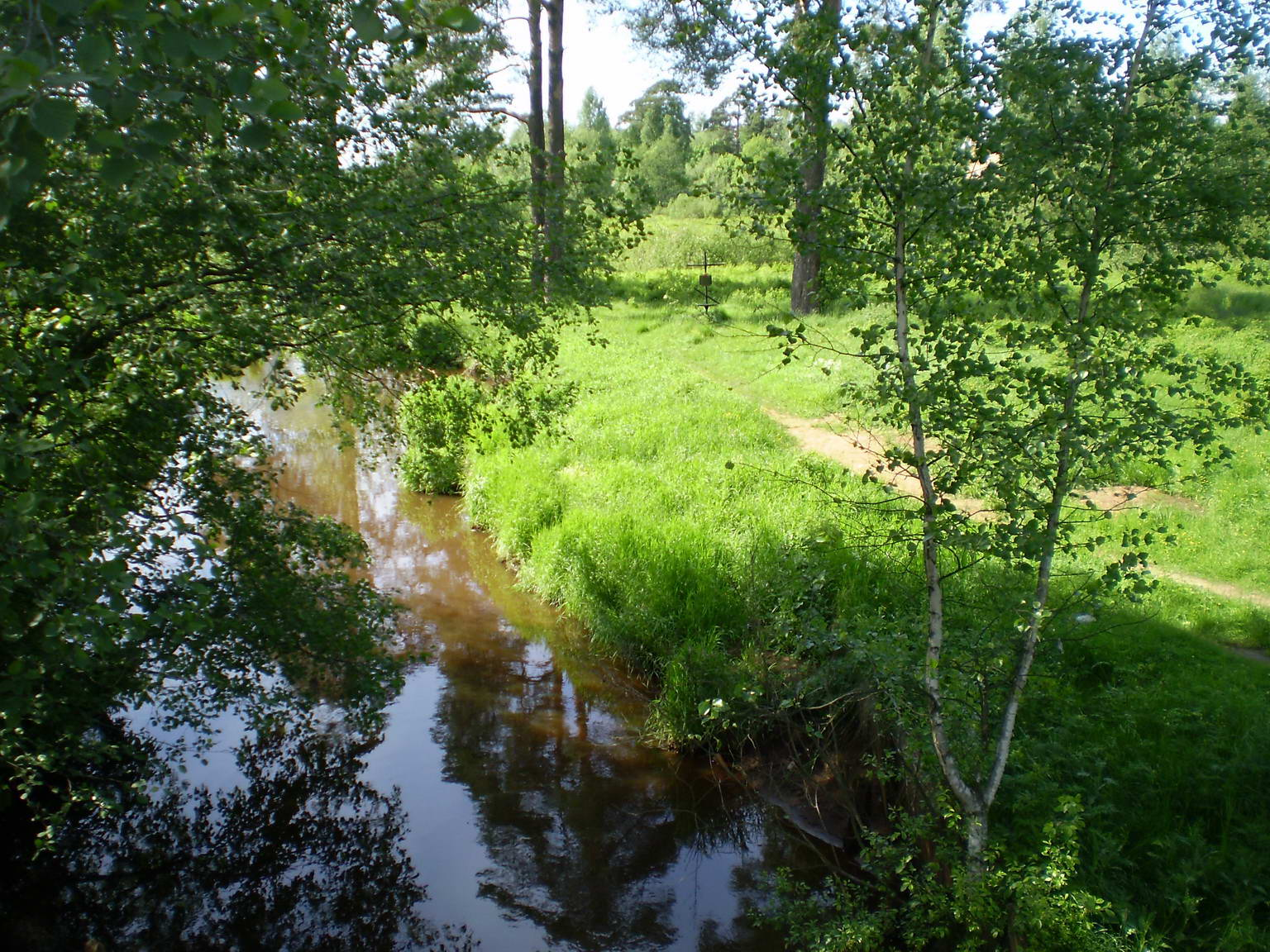
Одно из предполагаемых мест гибели Н. С. Гумилёва

В мае 1930 года посёлок Бернгардовка был отнесён к категории дачных посёлков. В том же году на территории бывшей мызы Бернгардов возник колхоз, в котором действовали лесопильный завод, кузница, столярная мастерская. В октябре того же года Всеволожский сельсовет отвёл в Бернгардовке рабочему жилищно-строительному кооперативному товариществу «Стандартстрой» участки под дачи. 

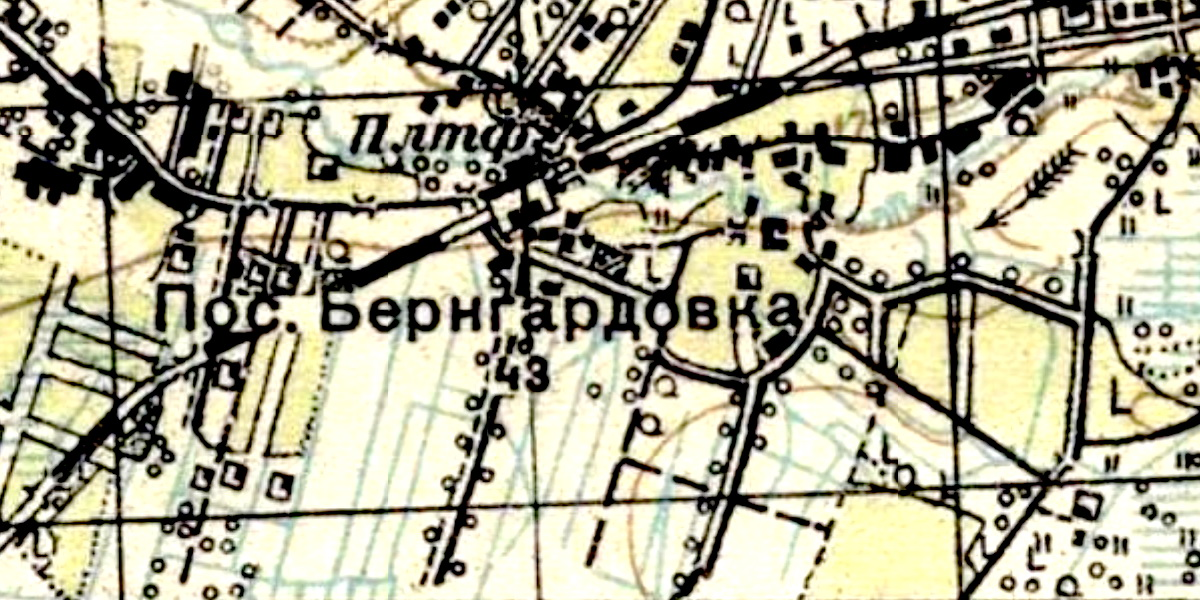
Посёлок Бернгардовка на карте 1931 года

Согласно топографической карте РККА 1931 года дачный посёлок насчитывал 43 двора. 
К 1934 году в посёлке был построен дачный фонд. С этого момента он стал местом отдыха горожан.
По административным данным 1936 года в дачном посёлке Всеволожского сельсовета Бернгардовка проживали 1443 человека.
В 1938 году население дачного посёлка Бернгардовка насчитывало 2250 человек, из них русских — 2150 и финнов — 100 человек. 27 ноября 1938 года дачные посёлки Всеволожский, Бернгардовка, Рябово, Ильинский и Марьино были объединены в один рабочий посёлок Всеволожский. Перед объединением дачный посёлок Бернгардовка насчитывал 95 дворов.
В годы Великой Отечественной войны в Бернгардовке, как и в других населённых пунктах Всеволожского района, размещали детей, вывезенных из осаждённого Ленинграда. Здесь в годы блокады работали школы. А в усадебном доме Бернгардов был дом отдыха для бойцов Красной армии.
Во время Великой Отечественной войны в посёлке Бернгардовка были развёрнуты следующие медицинские учреждения:
- Хирургический полевой подвижный госпиталь № 2236 (1941)
- Терапевтический подвижный госпиталь № 2315 (1943)
- Госпиталь для легкораненых № 2582 (01.06.1943—01.1944)[19][20].

Близ Бернгардовки был разбит ложный аэродром, на котором располагались макеты истребителей, сколоченные из досок и фанеры. Существовал около Бернгардовки и настоящий аэродром. Располагался он между пятым и шестым километром, проходившего через Приютино автомобильного пути знаменитой Дороги жизни. В самом здании самой усадьбы Приютино находился командный пункт эскадрильи, столовая и жильё для лётчиков.
После войны началось возрождение посёлка. В 1958 году была электрифицирована железнодорожная линия от Ленинграда до Мельничного Ручья. В это же время в Бернгардовке появились двухэтажные дома, которые, покосившись, и сегодня стоят на Советской улице. Ныне от усадебных построек в Бернгардовке ничего не осталось.
Население возрастало и местная средняя школа № З, действующая здесь с 1930-х годов, постоянно расширялась. Рядом с небольшим деревянным домом было построено кирпичное здание, а затем в середине 1980-х новая просторная школа, на другой стороне железнодорожных путей. На сегодняшний день школа насчитывает более 800 учеников. В старых зданиях школы — деревянном и кирпичном, до 2008 года размещался Детский зоопарк.

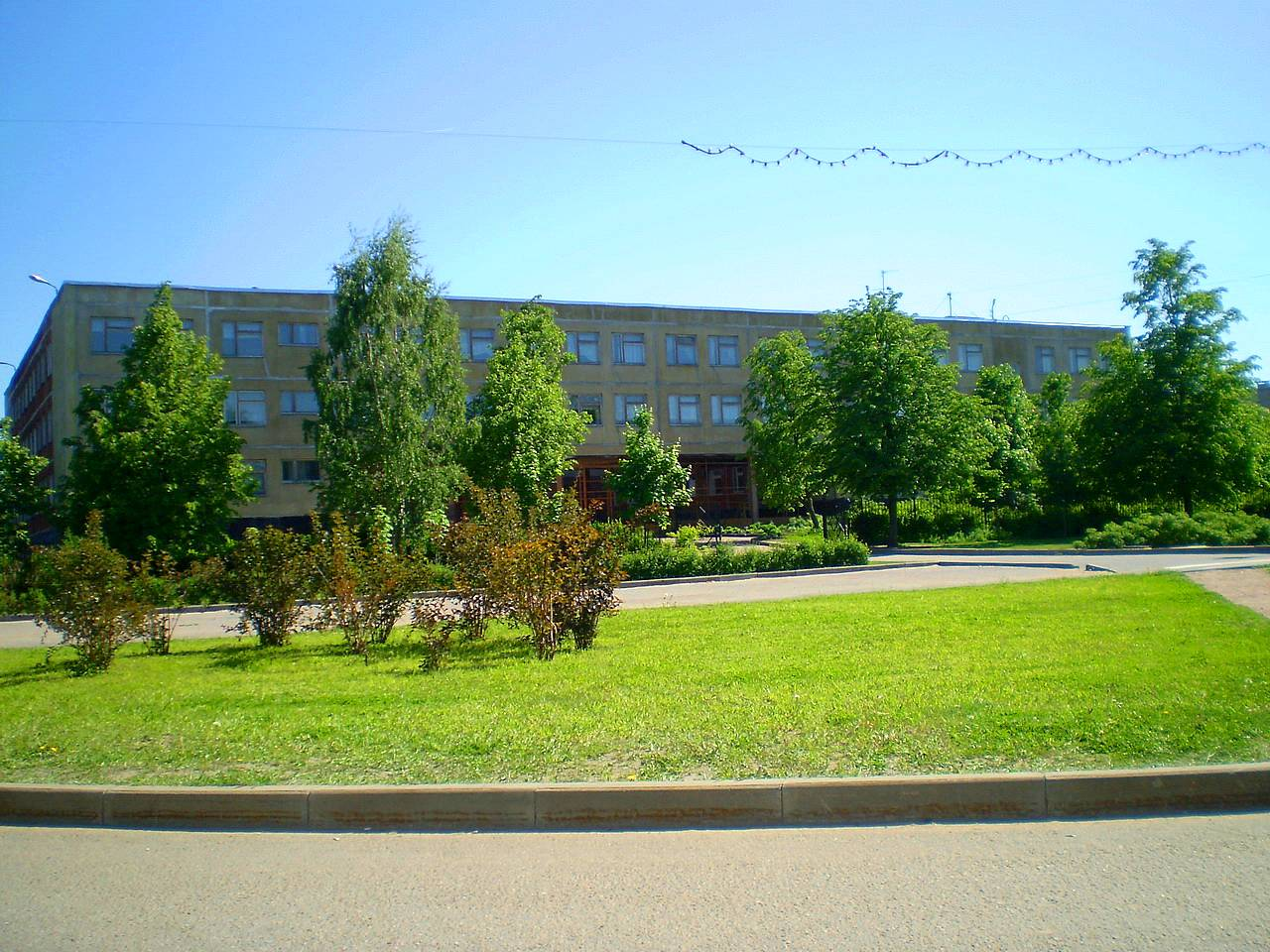
Микрорайон Бернгардовка, школа № 3
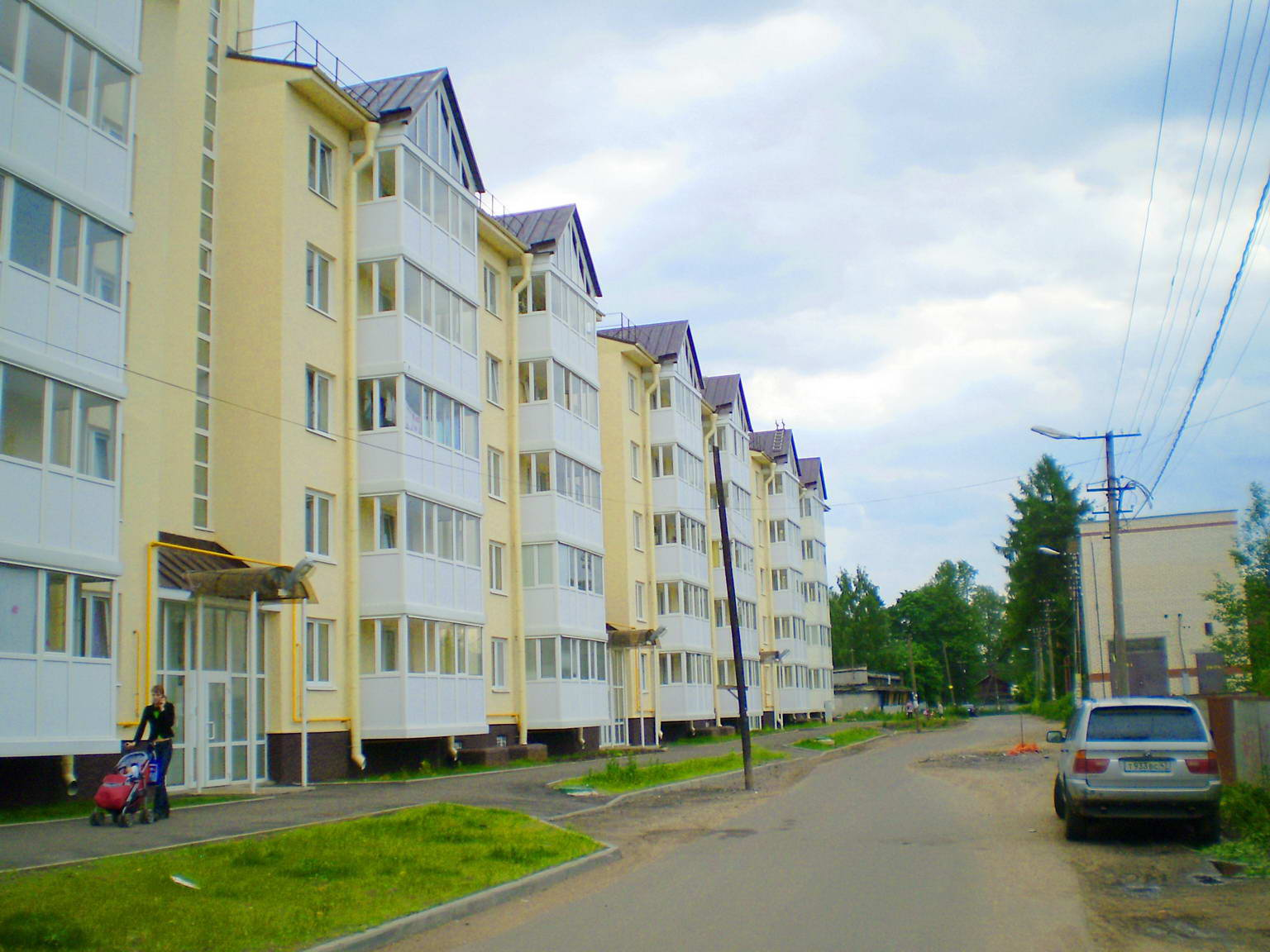
Улица Советская
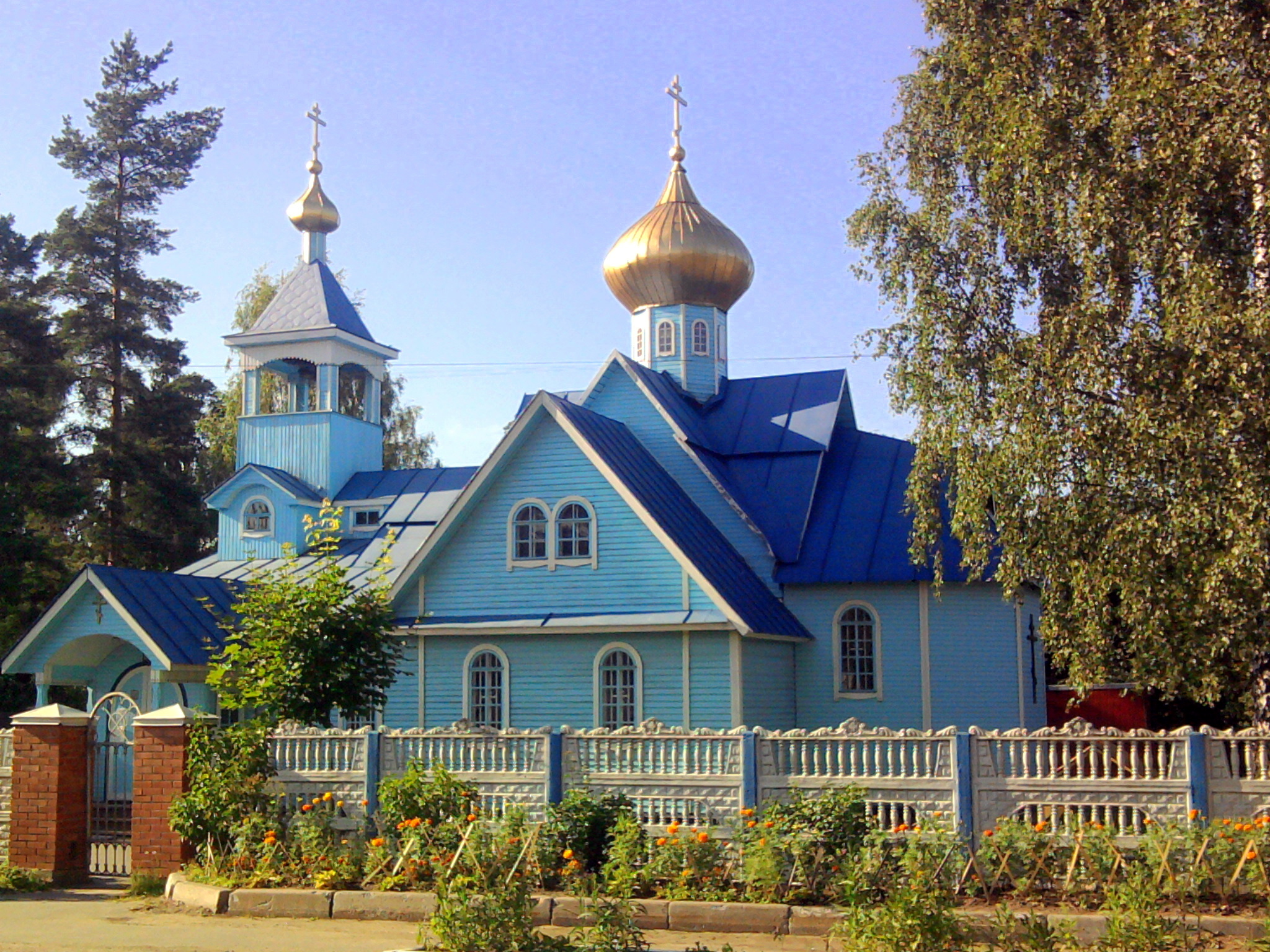
Церковь Святых равноапостольных Константина и Елены в Бернгардовке

В 1969 году открылся автобусный маршрут № 3: «Пл. Всеволожская — пл. Бернгардовка — Приютино», связавший микрорайон с центром города.
На территории Бернгардовки, вдоль бывшего полотна Ириновской железной дороги, где тогда уже проходил Христиновский проспект в 1970-е годы были построены летние лагеря, летний кинотеатр «Октябрь» и база отдыха одного из петербургских предприятий, а также ПТУ № 28. В начале 1990-х детские лагеря пришли в запустение и сейчас на их территории построены «элитные» частные дома.
В начале 1990-х по инициативе местного предпринимателя на месте развалившегося кинотеатра «Октябрь», была заложена православная часовня святых Константина и Елены. Затем местные верующие решили переоборудовать часовню в храм. 4 июня 2011 года в храме святых равноапостольных Константина и Елены был освящён придел в честь святых князя Петра и княгини Февронии Муромских, таким образом храм стал двухпрестольным.
Здание базы отдыха, находящееся в нескольких десятках метров от православного храма, выкупила Гимназия «Грейс», принадлежащая одной из корейских протестантских церквей.
| Ближайшие микрорайоны  | Ближайшие микрорайоны | Ближайшие микрорайоны        |
| ---------------------- | --------------------- | ---------------------------- |
| Северо-запад: Приютино | Север:                | Северо-восток: Всеволожск    |
| Запад:                 |                       | Восток: Всеволожск, Питомник |
| Юго-запад: Ковалёво    | Юг: Красная Поляна    | Юго-восток: Южный            |

## Мызы Бернгардовки
В 1847 году владелец усадьбы «Приютино» Фердинанд Матвеевич Адамс, продал земли в долине реки Лубья под маленькие мызы частным лицам. К концу XIX — началу XX века на территории нынешнего микрорайона Бернгардовка располагалось 5 частных мыз: «Елизаветино» (между Дорогой жизни, левым берегом реки Лубьи, улицей Полевой и Приютинской улицей), «Васильево» (к северу от железной дороги — между Полевой и Марьинской улицами, к югу — между безымянным проездом и Совхозной улицей), «Марьино» (в створе между Марьинской и Северной улицами), «Бернгардовка» (между левым берегом реки Лубьи и улицей Южной), «Софиевка» (на территории нынешнего парка Софиевка, поля и кладбища) и остатки деревни «Волково» (в районе современных 1-й и 2-й линий, на северном берегу Школьного озера).

Расположение мыз, выделенных из земель мызы Приютино,согласно карте 1885 года
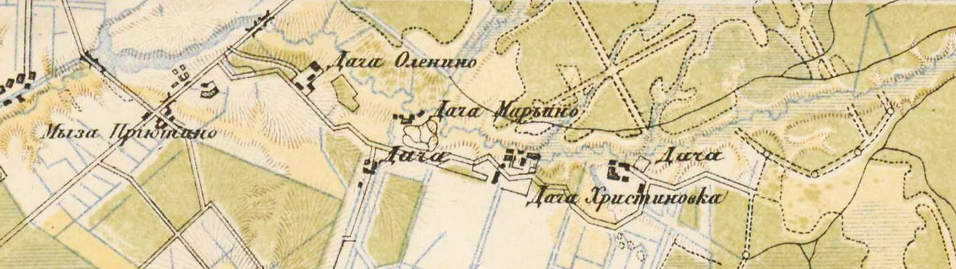
Мыза Приютино, мыза Елизаветино (Дача Оленино), мыза Марьино (Дача Марьино), мыза Васильевка (Дача), мыза Христиновка (Дача Христиновка), мыза Софиевка (Дача)

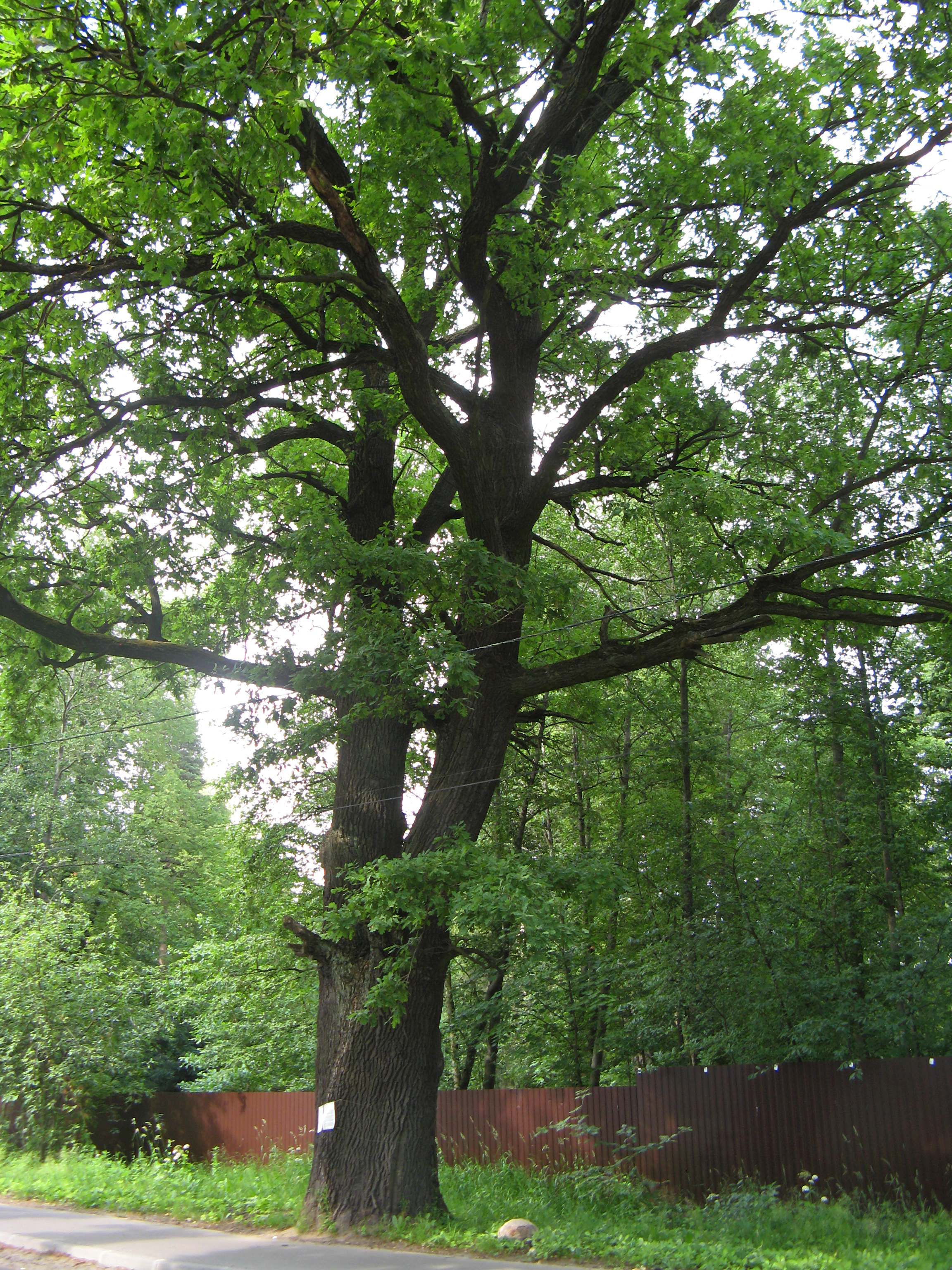
Дуб мызы Елизаветино

«Елизаве́тино» — первая из мыз, отпочковавшихся от «Приютина». В 1836 году Елизавета Марковна Оленина подарила 16 десятин приживале в своей усадьбе, младшему сотруднику своего мужа А. Н. Оленина по Публичной библиотеке, надворному советнику Василию Яковлевичу Аткинсону, который назвал мызу по имени жены Оленина Елизаветы Марковны, оказывающей помощь в благоустройстве мызы.

АЛЬКИСОНА (АТКИНСОНА) — дача, близь рч. Лубьи, 2 двора, 1 м. п., 3 ж. п. (1862 год)

После смерти В. Я. Аткинсона усадьбу унаследовала вдова Екатерина Францевна.
После смерти Екатерины Францевны, в 1882 году её дочь Александра Васильевна выкупила у нового владельца мызы «Приютино» — П. Ф. Серапина, еще 2,3 десятины.

ЕЛИЗАВЕТИНО — мыза, на собственной земле, при Ириновской жел. дороге, при р. Лубье 1 двор, 5 м. п., 4 ж. п., всего 9 чел. (1896 год)

От дворян Аткинсонов мыза «Елизаветино» перешла в собственность жившей по соседству эстонской крестьянской семьи Эрг.
В 1915 году владелец «Приютина» Мартын Александрович Краузе выкупил за 10 000 рублей мызу у Амалии Эрг, а затем передал ей «Елизаветино» в безвозмездное пользование до 1917 года. Согласно купчей крепости площадь мызы составляла 21
десятину 680 кв. саженей.
После революции, в 1920-х годах на ней поселился владелец нескольких соседних участков Прокофьев.
«Васи́льево» — в 1847 году владелец «Приютино» Ф. М. Адамс продал 13 десятин под дачу вдове гвардии поручика Марии Васильевне Васильевой (отсюда название). На двух десятинах она построила дом, развела огород и фруктовый сад.

ВАСИЛЬЕВОЙ — дача, близь рч. Лубьи, 2 двора, 3 м. п., 8 ж. п. (1862 год)

В 1882 году мызу Васильево и 14 десятин земли при ней у Марии Васильевны выкупил за 2000 рублей муж её младшей дочери Елизаветы — губернский секретарь Александр Дмитриевич Свицкий и передал управление мызой жене. После его смерти в 1897 году полноправной владелицей мызы стала его вдова Елизавета Тарасовна Свицкая.
По данным 1889 года в хозяйстве у Е. Т. Свицкой была одна лошадь и шесть коров, половину своего дома она сдавала в аренду за 85 рублей в год.
В 1892 году, в связи с постройкой Ириновской железной дороги, под неё отошла полоса земли шириной три сажени.

ДАЧА СВИЦКОЙ — при Ириновской жел. дороге, при р. Лубье 1 двор, 1 м. п., 2 ж. п., всего 3 чел. (1896 год)

В октябре 1918 года мызу национализировали, а Елизавету Тарасовну Свицкую выселили из усадьбы.
«Ма́рьино». В 1847 году мызу купил статский советник Илья Андреевич Теряев. Смежна с мызой Васильево.

ТЕРЯЕВА — дача, при рч. Лубье, 1 двор, 2 м. п. (1862 год)

Дом, службы, сад и огород, располагались на трёх десятинах на берегу Лубьи. В усадьбе постоянно проживали дворовые.
В 1865 году часть мызы Марьино к югу от дороги площадью 23 десятины, 2270 сажени земли, приобрёл священник Иван Яковлевич Троицкий.

МАРЬИНО — мыза, при Ириновско-Шлиссельбургской жел. дороге, при р. Лубье 1 двор, 2 м. п., 5 ж. п., всего 7 чел. (1896 год)

В 1906 году мызу унаследовала вдова протоиерея Мария Александровна Троицкая с сыном Евгением. М. А. Троицкая размежевала мызу на 26 участков и сформировала дачный посёлок Марьино. Участки продавались хорошо, поэтому к 1912 году она сформировала в южной части мызы ещё 113 участков. На Ириновской железной дороге пересекающей имение была платформа для высадки пассажиров «Марьино».
В 1938 году население дачного посёлка Марьино насчитывало 300 человек. 27 ноября 1938 года, когда был образован рабочий посёлок Всеволожский, посёлок Марьино вошёл в его состав. Сейчас — улица Марьинская.
«Бернга́рдовка». В 1847 году была куплена сенатором, тайным советником Егором Фёдоровичем фон Брадке, который назвал её «Христи́новка».
Мыза была продана им в 1862 году провизору О.-К. Ф. Гленцеру.
В 1871 году, согласно материалам по статистике народного хозяйства Шлиссельбургского уезда, мызу Христиновка и 78 десятин земли при ней, приобрёл за 6000 рублей швейцарский подданный Г. И. Бернгард.
По состоянию на 1889 год, в хозяйстве у Г. И. Бернгарда было 10 лошадей, 31 корова и 2 быка холмогорской породы. Почва имения — чернозём и песок. Четыре комнаты верхнего этажа господского дома сдавались в наём.

ХРИСТИНОВКА — мыза, на собственной земле при Ириновской жел. дороге при р. Лубье 1 двор, 8 м. п., 4 ж. п., всего 12 чел. (1896 год)

В 1911 году Г. И. Бернгард переименовал мызу в «Бернгардовку».
В 1913 году после смерти Г. И. Бернгарда мыза перешла во владение его сыновей Александра и Владимира.
После революции постоянных жителей в «Бернгардовке» числилось 14 человек. Владельцем имения, в хозяйстве которого насчитывалось 3 лошади и 15 коров, до октября 1918 года являлся Владимир Бернгард.
«Софи́евка»

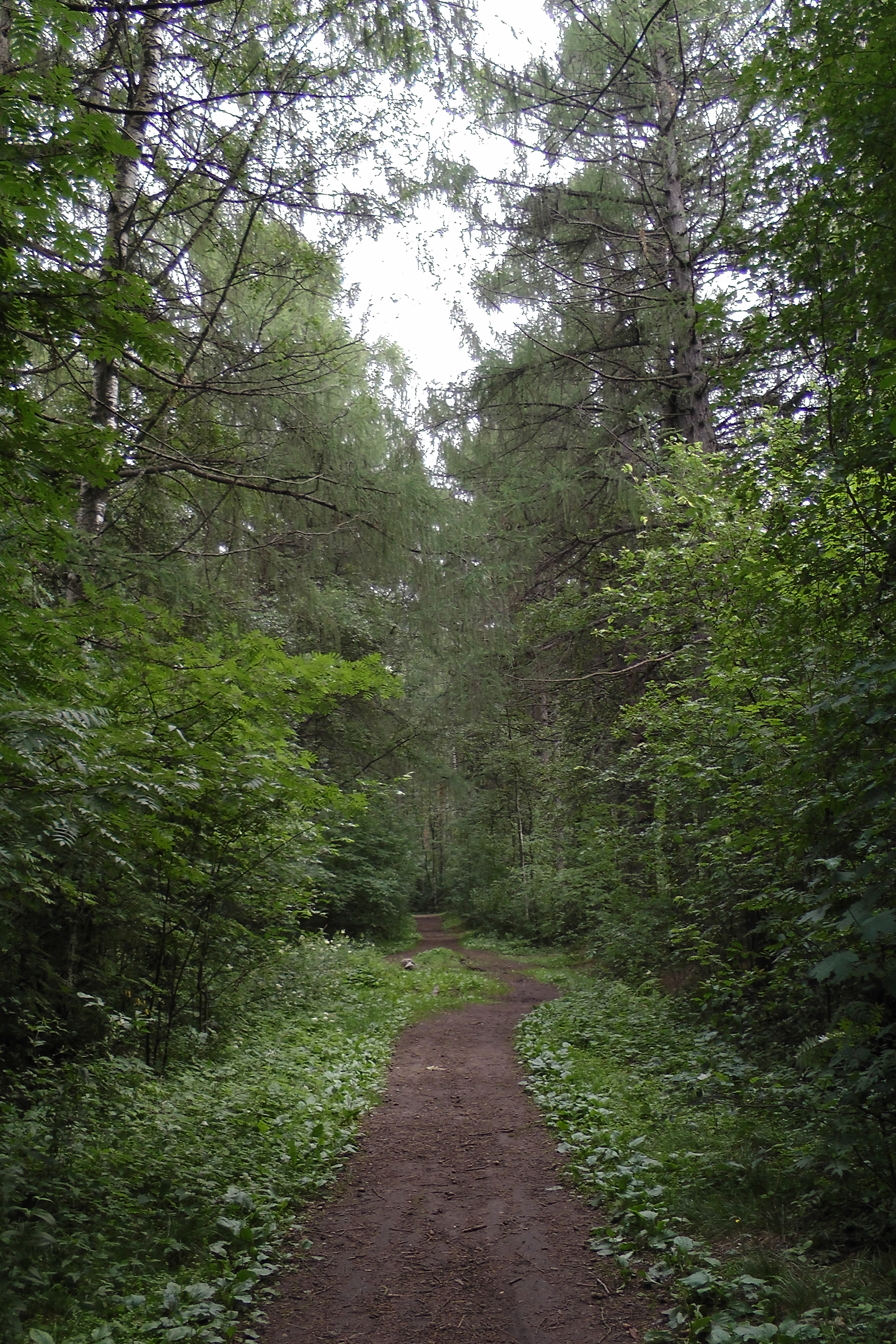
Парк мызы Софиевка

В 1847 году земли будущей мызы купила Наталья Христиановна Очкина, жена цензора, журналиста и редактора журнала «Очерки» Ампилия Николаевича Очкина и построила небольшой дом. При ней на безымянном ручье, левом притоке Лубьи, была устроена плотина и создано существующее до сих пор небольшое, вытянутое с севера на юг искусственное озеро, на восточном берегу которого был выстроен усадебный дом).
В 1861 году, из-за долгов Ампилия Николаевича земля была продана чиновнику Министерства государственных имуществ, статскому советнику Эдуарду Евграфовичу фон Лоде, который разбил парк (8 десятин), построил новую усадьбу на центральной поляне парка.

ЛОДЕ — дача, при рч. Лубье, 3 двора, 3 м. п., 2 ж. п. (1862 год)

Также, согласно «Спискам населённых мест Санкт-Петербургской губернии» от 1862 года, частью усадьбы, расположенной в стороне от берега Лубьи, владела некая госпожа Соловьёва.

СОЛОВЬЁВОЙ — дача при колодцах, число дворов — 3, число жителей: 2 м. п., 1 ж. п. (1862 год)

В 1877 году мызу Софиевка и 97 десятин земли при ней, приобрёл за 15 600 рублей прусский подданный Виктор-Георг-Фердинанд Эбергард, держатель торгового предприятия по продаже железнодорожного оборудования в Петербурге.
Эбергардты посадили в парке яблоневый сад (остатки сада ещё сохранились).

СОФИЕВКА — владельческая усадьба, близ станции Христиновка Ириновской жел. дороги, при р. Лубье 1 двор, 5 м. п., 6 ж. п., всего 11 чел. (1896 год)

В 1916 году на основании «ликвидационных законов» мыза Софиевка была конфискована у наследников Эбергардта и продана великобританскому подданному Гарольду Галлу. Семья Галла проживала в Софиевке до 10 октября 1918 года.
После революции в усадьбе была создана сельскохозяйственная коммуна «Софиевка». Согласно переписи населения 1926 года мыза Софиевка числилась отдельным населённым пунктом — коммуной:

СОФИЕВКА — коммуна Всеволожского сельсовета Ленинской волости, 3 хозяйства, 21 душа некрестьянского населения.

Из них: русских — 1 хозяйство, 5 душ (4 м. п., 1 ж. п.); поляков — 1 хозяйство, 1 душа м. п.; коммуна 15 душ (5 м. п., 10 ж. п.).

Здание господского дома (деревянное) сохранялось до конца 1980-х годов (в послевоенные советские годы там располагались ясли), 2 кирпичных хозяйственных постройки до 1995 года. В списке ценных природных объектов, подлежащих охране во Всеволожском районе, утверждённом решением Всеволожского городского Совета народных депутатов от 8 апреля 1993 года, за № 25 значится усадьба «Софиевка» (14 га, г. Всеволожск, ж.-д. пл. Бернгардовка).

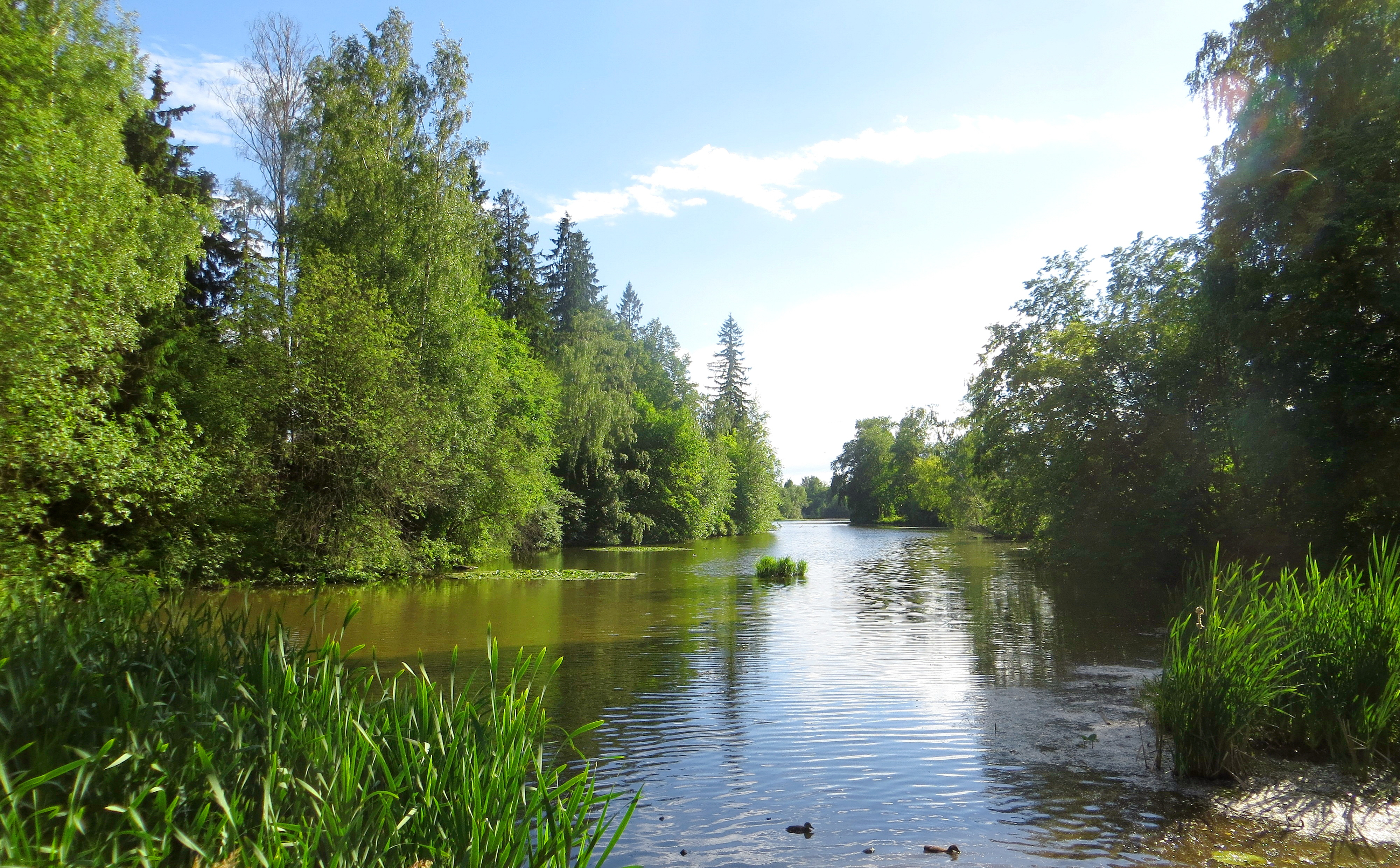
Озеро Школьное

«Во́лкова» («Ля́глова»). Местоположение усадьбы — близ Школьного озера. Следов построек не сохранилось. По данным Ингерманландского межевания в 1748 году мыза «Ляглова» и деревня Буякова, принадлежали поручику А. И. Вислентьеву. Земли по смежеству были пожалованы императрицей Елизаветой Петровной майору М. Я. Волкову (ум. 1752). У его наследников в 1770-е годы их купил следующий хозяин мызы «Лягловой» А. В. Ислентьев, сын которого Пётр Алексеевич, сподвижник А. В. Суворова, создал усадьбу (2200 кв. саж.), с большим прудом и поставленным за ним господским домом. В 1773 году усадьбу приобрёл барон Иван Юрьевич Фридрикс и она вошла в состав Рябовской мызы.

Из генерального плана уезда, составленного в 1774 году Межевым департаментом сената <…> (в районе нынешней Бернгардовки) была мыза Ляглова. Позже Ляглово было переименовано в мызу Волкова. Здесь был стекольный завод, 1382 десятины земли, и в них пашни только 21 десятина и 43 сенокосов.<…> От селения Пороховые по направлению к Ладожскому озеру, вплоть до реки Лубья, в 1774 году никаких поселений не было. Только на правом берегу этой реки в районе Волковской улицы стояла одинокая мыза Волкова.

В 1770—1780-х годах возникла деревня «Волкова», которая имела финское население, она упоминается в церковных книгах Рябовского лютеранского прихода, начиная с 1779 года.
На картах деревня «Волкова» появляется в 1789 году.
То, что «Ляглово» и «Волково» суть одно имение хорошо видно по картам А. М. Вильбрехта. Так на его русскоязычной карте 1792 года, обозначена мыза «Ляглова», но на франкоязычной копии этой карты, того же А. М. Вильбрехта, от того же года, мыза названа «Wolkowa».
На карте 1834 года Ф. Ф. Шуберта, она обозначена как деревня «Волкова», состоящая из 20 крестьянских дворов.
На картах Ф. Ф. Шуберта 1844 года и С. С. Куторги 1852 года, деревня «Волкова» также насчитывает 20 дворов.
Отмечена деревня «Волкова» и на карте промышленного развития Санкт-Петербургской губернии 1853 года.
По данным 1859 года Деревня Волково (пустошь Малиновка) с покосами и угодьями принадлежала действительному статскому советнику Александру Всеволодовичу Всеволожскому.
Сейчас, напоминанием о существовавших когда-то мызе и деревне, служит название улицы — Волковская.

## Административное подчинение
Посёлок Бернгардовка:
- с 1 марта 1917 года — в Рябовской волости Шлиссельбургского уезда.
- с 1 января 1918 года — во Всеволожской волости.
- с 1 января 1919 года — во Всеволожском сельсовете Рябовской волости.
- с 1 февраля 1923 года — во Всеволожском сельсовете Рябовской волости Ленинградского уезда.
- с 1 февраля 1924 года — во Всеволожском сельсовете Ленинской волости.
- с 1 августа 1927 года — во Всеволожском сельсовете Ленинского района Ленинградского округа.

Дачный посёлок Бернгардовка:
- с 1 мая 1930 года — во Всеволожском сельсовете Ленинского района Ленинградского округа.
- с 1 июля 1930 года — во Всеволожском сельсовете Ленинградского Пригородного района Ленинградской области.
- с 1 августа 1936 года — во Всеволожском сельсовете Всеволожского района Ленинградской области.
- с 1 ноября 1938 года — включён в черту рабочего посёлка Всеволожский[58].
- с 1 февраля 1963 года — в составе города Всеволожска.